# 楊思敏
小林 麻美（こばやし あさみ）、台湾名 楊 思敏（よう しびん、ヤン・スーミン）（1976年4月16日 - ）は、台湾で活動している日本出身の女性タレントである。千葉県出身。本名：鴇田 麻美（ときた あさみ）。身長165cm、体重46Kg。血液型AB型。

## 略歴
映画監督の山前五十洋に、千葉そごうでスカウトされ、神乃麻美（かんの あさみ）の芸名でデビュー。その後、ヘアヌード写真集『妖精開花』を、山前のプロデュースで竹書房から発売する。プロモーションビデオ用にハワイで撮影したテープの編集作業中、台湾のプロデューサー陳建華の目にとまり、台湾・香港の合作映画『新・金瓶梅』の主役に抜擢され、「楊思敏」の中国語名でデビューし、一躍人気者になる。ビビアン・スーとW主演となった劇場公開一般映画『魔鬼天使（もうこうてんし）』にも出演した。当初はヌード中心の活動だったが、その後一切脱がない仕事に切り替え、台湾において女優やテレビ司会者として成功を収める。1999年に乳癌が見つかり手術を受ける。2007年に中華民国籍を取得。現在は新北市淡水区在住。

## 出演作品

### テレビ番組
- 綜藝大集合（民視無線台）
- 周五強百樂（民視無線台）
- Go Go Japan（民視無線台）
- 東京夜未眠（JET TV）

### テレビドラマ
- 家有日本妻（民視無線台）
- 後山日先照（公共電視台）

### 映画
- 新金瓶梅
- 魔鬼天使
- 戲王之王

## 出版物

### 著作
- 要美麗よ:楊思敏美容泡澡祕方（2000年7月1日）如何出版社　ISBN 9576074967
- 楊思敏之Japan Beauty Travel（2003年4月15日）台視文化　ISBN 9575655559
- 保養革命美人書（2005年）柏室科技藝術出版　ISBN 9867224019
- 跟著楊思敏東京長野趴趴GO（2005年01月12日）民視文化　ISBN 9572869884

### 写真集
- 神乃麻美写真集 妖精開花（1995年3月 撮影：中川秀樹）竹書房　ISBN 4884759842
- 春光私語（1996年1月20日）東穎社
- パール 神乃麻美写真集（1996年2月 撮影：山岸伸）コンパス　ISBN 4906407595
- Last Nude（1996年12月20日）尖端　ISBN 957100751X
- Final Nude 楊思敏写真集（1997年6月）ぶんか社　ISBN 4821121433
- 擁抱楊思敏（1997年9月10日）錦龍　ISBN 957865779X
- 春光再現（2000年1月20日）東穎社　ISBN 957977045X

## イメージキャラクターなど
- 熊本県阿蘇町VillaPark温泉ホテル（2002年）
- プロ野球パ・リーグダイエーホークス（2002、2003年）
- 熊本、長野、福岡、佐世保、広島観光大使
- 福岡競艇レース観光大使（2005年）